# Bassins des Lumières
Les Bassins des Lumières, à Bordeaux, sont un centre d’art numérique, situé dans l'ancienne base sous-marine allemande de la Seconde Guerre mondiale.

## Histoire

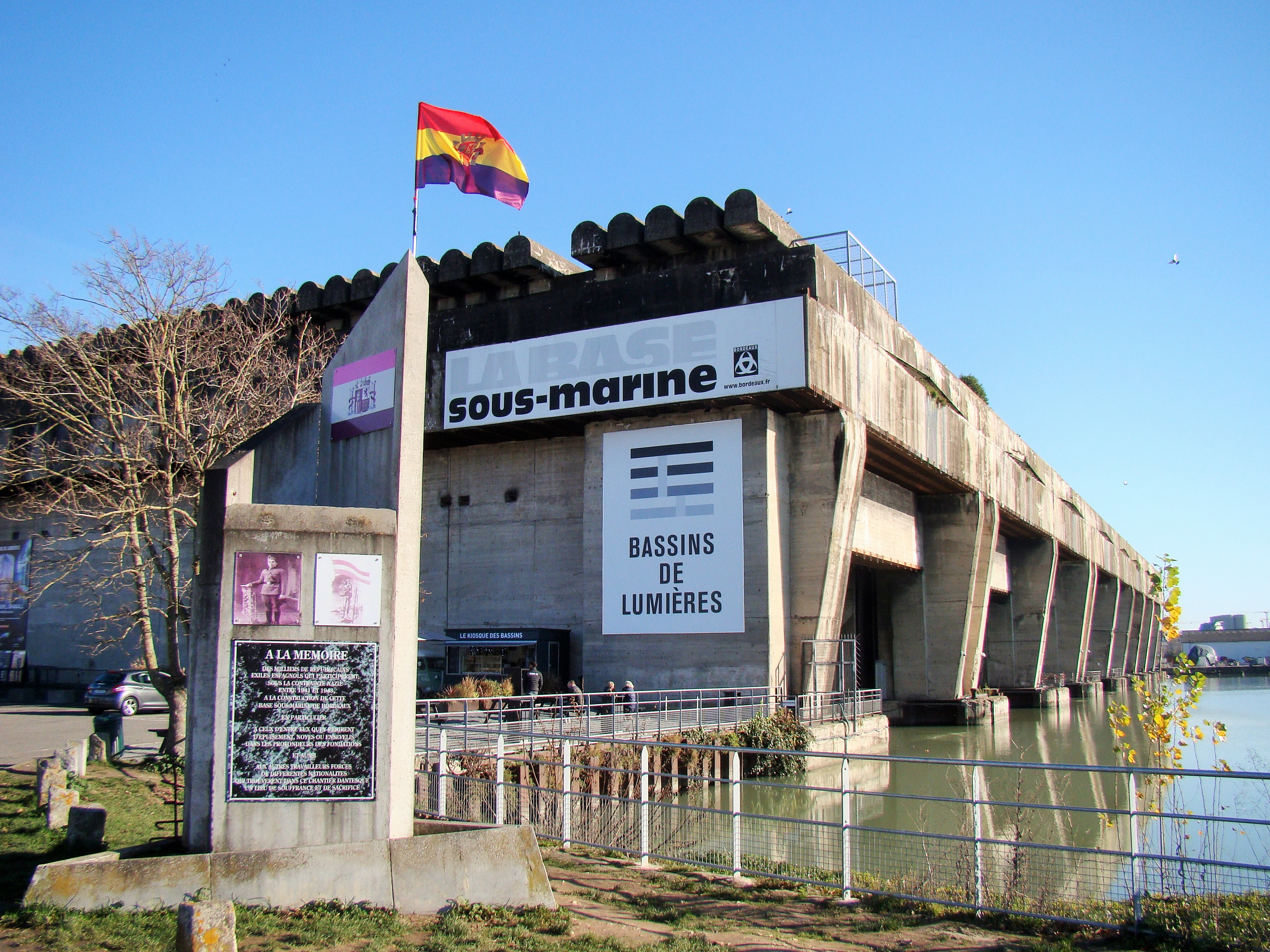
La base sous-marine de Bordeaux.

Un appel d'offres est lancé en 2017 pour confier la gestion des alvéoles 1 à 4 (sur les 11 que compte la base sous-marine).
Trois projets sont proposés par la société Culturespaces, le groupement Infragestion/Operel et le groupement Scintillo/Culture&Patrimoine. Deux candidats sont admis en négociation : Culturespaces et Scintillo/Culture&Patrimoine. Finalement ce dernier se retire, et Culturespaces remporte l’appel avec son projet « Les Bassins des Lumières ». Le contrat d'exploitation porte sur 15 ans, avec sept millions d'euros d'investissements et travaux.
Ce projet est présenté le 19 juillet 2018, conjointement par Alain Juppé, maire de Bordeaux, et Fabien Robert, adjoint au maire chargé de la culture et du patrimoine, avec la participation de Pierre De Gaétan Njikam-Mouliom, maire adjoint du quartier. Le conseil municipal l'adopte le 17 septembre 2018.
Le lieu ouvre au public le 10 juin 2020.

## Description
Les Bassins des Lumières comprennent quatre bassins en eau, de 110 m de long sur 22 m de large et 12 m de hauteur. 90 vidéo-projecteurs et 80 enceintes permettront de projeter les images sur 12 000 m2.
Plusieurs expositions sont présentées simultanément.
Les Bassins des Lumières se présentent comme le centre d’art numérique le plus grand au monde. Ils représentent trois fois la surface des Carrières des Lumières des Baux-de-Provence, et cinq fois l’Atelier des Lumières de Paris, deux autres sites gérés par la société Culturespaces.
Selon Culturespaces, la fréquentation du centre d'art numérique est de 650 000 entrées en 2022 .

## Programmation

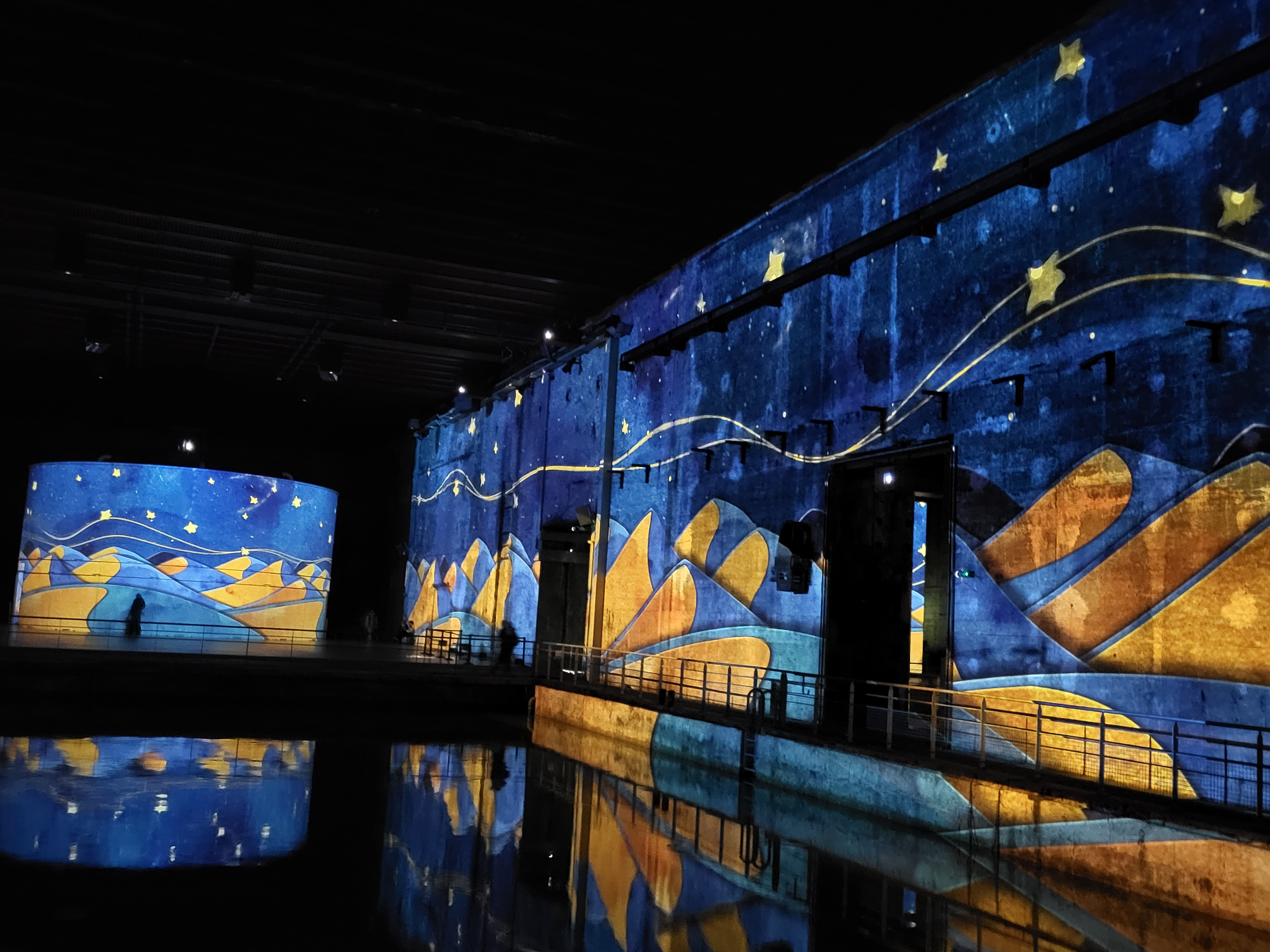
Exposition Le Petit Prince : L'odyssée immersive en 2024.

### 2020
- Gustav Klimt, d’or et de couleurs - Programme long
- Paul Klee, peindre la musique - Programme court.
- Programmation du Cube: Ocean Data par le studio Ouchhh et Anitya par Organ'Phantom

### 2021
- Monet, Renoir… Chagall, Voyages en Méditerranée : une immersion dans les chefs-d’œuvre d’une vingtaine d’artistes : de l’impressionnisme avec Monet, Renoir et Pissarro, au pointillisme avec Signac et Cross, en passant par le fauvisme avec Camoin, Derain, Vlaminck, Marquet… L’exposition immersive retrace aussi la fascination pour la Méditerranée de Bonnard et Dufy, pour enfin arriver à l’un des plus grands coloristes de l’art moderne : Chagall[8].
- Yves Klein, l’infini bleu[9]
- Programmation du Cube: Memories de Spectre Lab et Everything de Nohlab

### 2022
- Programme long : Venise, la Sérénissime : Immersion dans l’art byzantin et les mosaïques dorées de la basilique Saint-Marc, dans les chefs-d’œuvre du Tintoret, de Bellini ou de Canaletto ou encore dans la fameuse Mostra del Cinema avec des photographies d’actrices et acteurs du néoréalisme italien.
- Programme court : Joaquín Sorolla[10].
- Programmation du Cube: Reconding Entropia de François Vautier et Cell Worlds de Terence Saunlier, Renaud Pourpre et Youenn Lerb
- Destination Cosmos : l'ultime défi

### 2023
- Programme long : Dalí, l'énigme sans fin
- Programme court : Gaudi, architecte de l'imaginaire
- Programmation du Cube : Infinite Horizons, l'Autre Jardin

### 2024

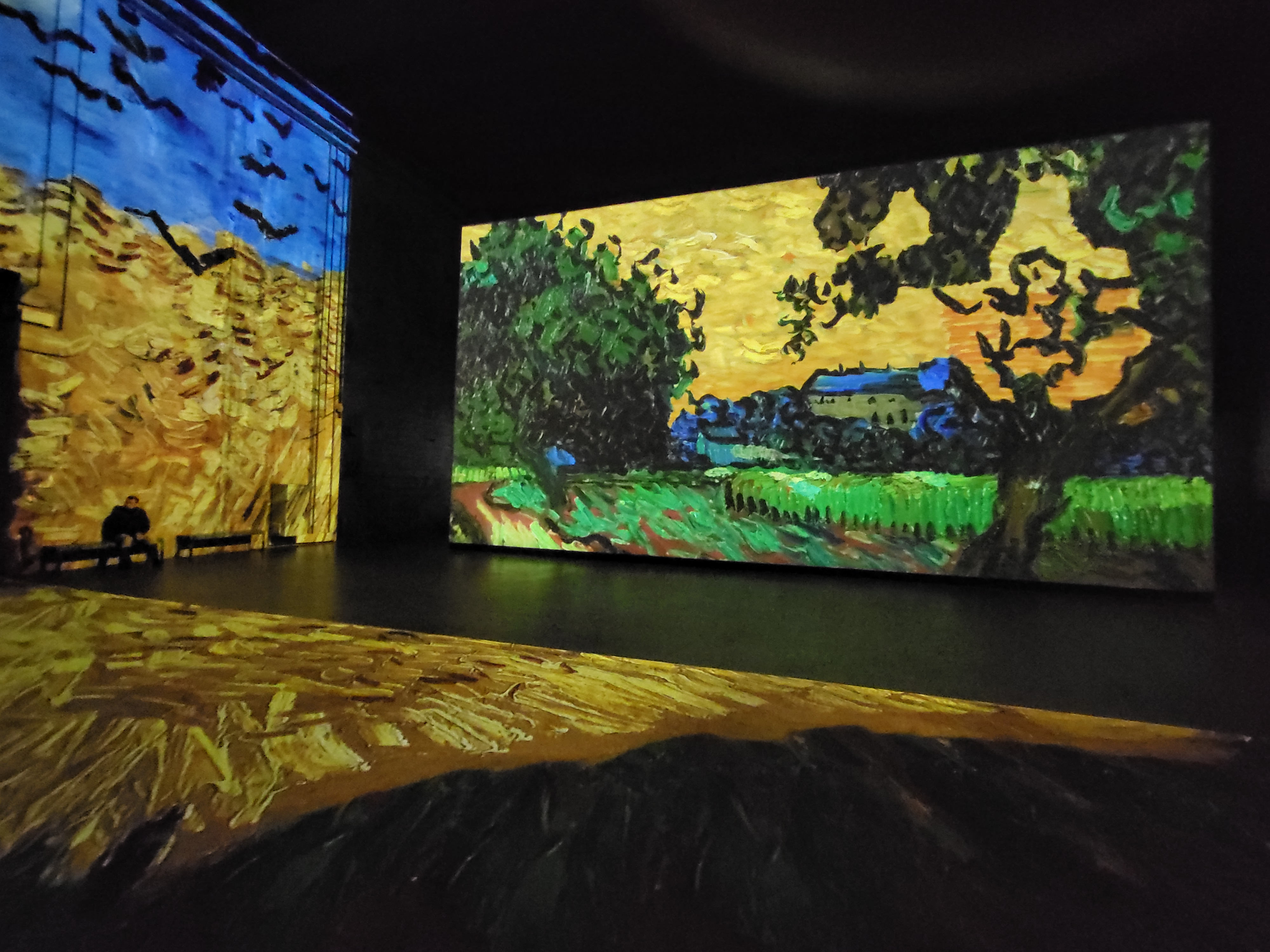
Exposition De Vermeer à Van Gogh, les maîtres hollandais, en 2024.

- Programmes longs : De Vermeer à Van Gogh, les maîtres hollandais; Le Petit Prince : L'odyssée immersive
- Programme court : Mondrian, architecte des couleurs

- Programmation du Cube : Kaze, Foreign Nature